# Danube House
Budova Danube House se nachází na Rohanském ostrově v pražském Karlíně. Své jméno dostala podle řeky Dunaj (v angličtině Danube) a představuje ojedinělý projekt nízkoenergetické budovy. Byla navržena ateliérem KPF architects ve spolupráci s českým ateliérem A.D.N.S. architekti.
Stavba byla dokončena v roce 2003. Je propojena s budovami Nile House, Amazon Court a River Diamond tunelem, který slouží jako podzemní komunikace k dopravní obsluze a logistice pro zmíněné budovy. S jeho využitím se počítá i pro další stavby v rámci projektu River City Praha, kterými budou 2 rezidenční budovy a hotel.
V současnosti je Danube House součástí business parku Riverside Karlín spolu s budovami Nile House, Mississippi House, Missouri Park a Amazon Court, které jsou součástí portfolia CA Immo.

## Architektura
Celá budova má tvar obří lodi, trojúhelníková parcela končí na západě jakoby lodním kýlem. Připomíná nám to fakt, že na tomto místě se nacházel hlavní pražský přístav. Tvarovou inspirací byl Chilehaus (Fritz Höger) v Hamburku.
Centrem budovy je prosklené atrium přístupné veřejnosti, kde se nachází restaurace, kavárny a obchody. Ve dvouúrovňovém atriu jsou umístěny prosklené výtahy, schodiště a lávky, které zároveň rozvádí vzduch a posilují tak přirozený komínový efekt větrání.
Okolí budovy s pěší zónou a cyklistickou stezkou podél Vltavy, které bylo zkultivované v rámci výstavby Danube House, je rovněž přístupné veřejnosti. Společně se zahájením provozu budovy Danube House byla také otevřena nová ulice, která dostala jméno Karolinská.

## Technická specifikace
- Kancelářské prostory: 19 800 m2
- Komerční prostory (restaurace, obchody, kavárny): 1 200 m2
- Systém klimatizace: systém zaplavovacího větrání umožňuje výměnu vzduchu v kancelářských prostorách několikanásobně častěji než u běžných budov (v případě Danube House 4krát za hodinu). Tak je dosaženo vyššího komfortu vnitřního klimatu a příjemnějšího pracovního prostředí pro zaměstnance a zároveň se účinně snižuje riziko syndromu nemocných budov.